# جینا فاین
جینا فاین (به انگلیسی: Jeanna Fine) (زاده ۲۹ سپتامبر ۱۹۶۴) یک رقصنده برهنه و بازیگربانوی پورنوگرافی سابق آمریکایی است.

## حرفه
بازیگر فیلمهای پورنو شیوان هانتر او را تشویق به ورود به دنیای فیلمهای پورنو گرافیک کرد. نام فاین را هم به عنوان فامیل باربارا در یکی دیگر از هنرپیشگان فیلمهای پورنو برای وی انتخاب کرد. در همان زمان او وارد یک رابطه عاشقانه شدید با ساوانا یکی دیگر از هنرپیشگان فیلمهای پورنو شد.
فاین در سال ۱۹۸۶ زمانی که ۲۱ ساله بود با موهای بلوند و به عنوان یک دختر پانک در فیلمهای پورنو ظاهر شد. او بین سال‌های ۱۹۸۶ تا ۱۹۸۹ در ۵۰ فیلم شرکت کرد. وی در سال ۱۹۹۰ با موهای مشکی دوباره در مقابل دوربین ظاهر شد.
او در طی مقاطعی فعالیتش در فیلمهای پورنو را متوقف کرده‌است مثل وقتی که باردار شد وپسرش به دنیا آمد یا زمانی که به دین یهود درآمد. او در سال ۲۰۰۳ پس از بازی در فیلم در اعماق سانست توماس از دنیای فیلمهای پورنوگرافی خداحافظی کرد و بازنشسته شد. او در سال ۱۹۹۸ در تالار مشاهیر فیلمهای مخصوص بزرگسالان پذیرفته شد. او همچنین در تالار مشاهیر فیلمها و بازیگران زن پذیرفته شده‌است.

## جوایز

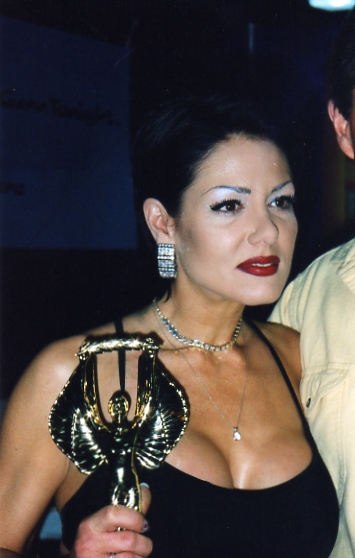
برنده جایزه جشنواره ای وی ان

| سال  | جشنواره          | جایزه                                                                           |
| ---- | ---------------- | ------------------------------------------------------------------------------- |
| ۱۹۹۱ | جشنواره ای وی ان | بهترین هنرپیشه نقش اول زن برای فیلم رز گلخانه                                   |
| ۱۹۹۱ | جایزه ایکس‌آرسی‌او | بهترین بازیگر نقش اول زن برای فیلم سرقت نسیم                                    |
| ۱۹۹۲ | جایزه ایکس‌آرسی‌او | بهترین بازیگر نقش اول زن برای فیلم برندی والکساندر                              |
| ۱۹۹۶ | جایزه ایکس‌آرسی‌او | بهترین بازیگر نقش اول زن برای فیلم گرسنگی پوست                                  |
| ۱۹۹۶ | جشنواره ای وی ان | بهترین بازیگر نقش اول زن برای فیلم گرسنگی پوست                                  |
| ۱۹۹۶ | جشنواره ای وی ان | بهترین بازیگر نقش مکمل زن برای فیلم خاطرات عزیز                                 |
| ۱۹۹۷ | جشنواره ای وی ان | بهترین بازیگر نقش اول زن برای فیلم تسلیم من                                     |
| ۱۹۹۷ | جشنواره F.O.X.E  | بازیگر زن برگزیده تماشاگران                                                     |
| ۱۹۹۷ | جایزه ایکس‌آرسی‌او | بهترین بازیگر نقش اول زن برای فیلم تسلیم من                                     |
| ۱۹۹۸ | جایزه ایکس‌آرسی‌او | بهترین صحنه زن با زن برای فیلم خدانشناسها به همراه تیفانی مینکس و استفانی سویفت |
| ۱۹۹۸ | جشنواره ای وی ان | بهترین صحنه تماماً زنانه برای فیلم زیرزمین شهری                                  |
| ۱۹۹۸ | جایزه ایکس‌آرسی‌او | بهترین بازیگر نقش اول زن برای فیلم کافه شهوت                                    |
| ۱۹۹۹ | جشنواره ای وی ان | بهترین بازیگر نقش اول زن برای فیلم کافه شهوت                                    |
| ۱۹۹۹ | جشنواره ای وی ان | بهترین بازیگر نقش مکمل زن برای فیلم خدانشناسها                                  |
| ۲۰۰۰ | جشنواره ای وی ان | جذاب‌ترین بازیگر زن پورنوگرافی دهه                                               |